# Chile-Ratte
Die Chile-Ratte (Irenomys tarsalis) ist eine im südlichen Südamerika lebende Nagetierart aus der Gruppe der Neuweltmäuse.
Chile-Ratten erreichen eine Kopfrumpflänge von 10 bis 14 Zentimetern, der Schwanz wird 13 bis 19 Zentimeter lang. Das Gewicht beträgt rund 30 bis 70 Gramm. Ihr Fell ist an der Oberseite rötlich-grau gefärbt, die Unterseite ist hellrosa. Die Ohren sind in kontrastierendem Schwarz gefärbt, die Pfoten sind weiß.
Diese Nagetiere leben im mittleren und südlichen Chile (einschließlich der Insel Chiloé) und den angrenzenden Regionen Argentiniens. Ihr Lebensraum sind feuchte Wälder.
Sie sind nachtaktiv und halten sich vorwiegend auf den Bäumen auf. Ihre Nahrung besteht aus Früchten, Samen und grünen Pflanzenteilen. Die Populationen können vermutlich je nach Nahrungsangebot deutlich fluktuieren. Die Fortpflanzung erfolgt zwischen Oktober (Frühling) und Juni (Herbst), die Wurfgröße beträgt drei bis sechs Jungtiere.
Laut IUCN ist die Chile-Ratte nicht bedroht, diese Angabe ist jedoch veraltet.
Die systematische Stellung innerhalb der Neuweltmäuse ist unklar. Sie wird in die Sigmodontinae eingeordnet, wo sie als incertae sedis geführt wird. Morphologisch ähnelt sie den Blattohrmäusen und verwandten Arten (Phyllotini), der molekulargenetische Befund widerspricht dem jedoch.